# Can't Forget: A Souvenir of the Grand Tour
Can't Forget: A Souvenir of the Grand Tour es el sexto álbum en directo del músico canadiense Leonard Cohen, publicado por la compañía discográfica Columbia Records en mayo de 2015. El álbum recoge grabaciones en directo realizadas durante la gira Old Ideas Tour y rarezas interpretadas durante pruebas de sonido en sus conciertos. También incluye versiones de la canción "La Manic" y del tema de George Jones "Choices".

## Lista de canciones
Todas las canciones escritas y compuestas por Leonard Cohen excepto donde se anota. 
| N.º | Título                      | Escritor(es)                                            | Duración |  |
| 1.  | «Field Commander Cohen»     |                                                         | 4:24     |  |
| 2.  | «I Can't Forget»            |                                                         | 4:17     |  |
| 3.  | «Light As the Breeze»       |                                                         | 6:33     |  |
| 4.  | «La Manic»                  | Morey Amsterdam, Paul Baron, Georges Dor, Jeri Sullivan | 4:14     |  |
| 5.  | «Night Comes On»            |                                                         | 5:55     |  |
| 6.  | «Never Gave Nobody Trouble» |                                                         | 4:51     |  |
| 7.  | «Joan of Arc»               |                                                         | 6:30     |  |
| 8.  | «Got a Little Secret»       | Felicity Buirski, Leonard Cohen, Mitch Watkins          | 4:35     |  |
| 9.  | «Choices»                   | Michael Curtis, Billy Yates                             | 3:31     |  |
| 10. | «Stages»                    |                                                         | 3:42     |  |

## Posición en listas
| País              | Lista                  | Posición |
| ----------------- | ---------------------- | -------- |
| Alemania          | Media Control Charts   | 23       |
| Austria           | Ö3 Austria Top 40      | 17       |
| Bélgica (Flandes) | Ultratop 200 Albums    | 14       |
| Bélgica (Valonia) | Ultratop 200 Albums    | 69       |
| Países Bajos      | Dutch Albums Chart     | 4        |
| Reino Unido       | UK Albums Chart        | 18       |
| Suecia            | Swedish Albums Chart   | 39       |
| Suiza             | Hitparade Albums Chart | 18       |